# Caetité
Caetité é um município brasileiro no interior do estado da Bahia, localizado no Alto Sertão. Distante 645 quilômetros da capital do estado, Salvador, possui uma população de 54 572 habitantes, conforme a estimativa do IBGE de 2024. Com mais de dois séculos de emancipação, a cidade foi polo cultural da região sertaneja da Bahia: foi a terra natal de figuras como Cezar Zama, Aristides Spínola, Anísio Teixeira, Nestor Duarte Guimarães, Waldick Soriano, Haroldo Lima, Prisco Viana, Paulo Jackson, Paulo Souto, Edvan Rodrigues da Silva (Buiú), dentre outros. Foi, ainda, pioneira na educação regional, com a primeira escola normal do sertão baiano.

## Topônimo
"Caetité" deriva da língua tupi, e significa "mata da pedra grande", através da junção dos termos ka'a (mata), itá (pedra) e eté (verdadeiro). É uma referência à formação rochosa a leste da cidade conhecida por "Pedra Redonda". Antes de ter a grafia atual, foi também chamada de Cahitaté e Caeteté.

## História

### Primórdios
Núcleos de povoamento encontram registros em sítios arqueológicos de mais de 6 mil anos, que motivaram a criação do Museu do Alto Sertão da Bahia (MASB).
A região de Caetité originalmente era habitada por povos indígenas do tronco macro-jê, como os tupinaens, pataxós e maracás, havendo também a referência de que no século seguinte a região entre Minas do Rio de Contas e Caetité era ocupada pelos índios aracapás.
A colonização da região de Caetité se iniciou no século XVII, por meio de vaqueiros associados à Casa da Ponte, de Antônio Guedes de Brito. Nessa época, essa área foi ponto de passagem para bandeirantes paulistas e posto de catequese.

### Século XVIII
Na primeira metade do século XVIII, Caetité era ponto de pouso para viajantes, tropeiros e mineradores que se dirigiam para as minas de ouro de Minas Gerais e de Rio de Contas. Nesse período, muitas famílias se fixaram na região, atraídas pelo clima ameno e água abundante.
Em 1724, a vila de Minas do Rio de Contas se emancipou de Jacobina e as terras que pertenceriam a Caetité passaram a pertencer à nova vila.[carece de fontes?]
Em 1740, a família Carvalho ergueu uma capela em louvor a Sant'Ana, em cujos arredores se formou o arraial de Caetité, atual sede municipal.
O Arraial de Caetité foi elevado à categoria de freguesia, com o nome de Santana do Caetité, subordinada à vila de Minas do Rio de Contas, por meio de Alvara Régio de 1754.
No final do século XVIII, Caetité recebeu mineiros que participaram da Inconfidência Mineira e fugiam de possíveis retaliações da Coroa Portuguesa.
No final do século XVIII e início do século do XIX, a população de Caetité se mobilizou, exigindo da Coroa Portuguesa a elevação da freguesia à categoria de vila. Em 1803, uma provisão do Conselho Ultramarino ordenou a criação da tal vila. No entanto, a Freguesia de Santana só foi elevada à categoria de vila, com o nome de Vila Nova do Príncipe e Santana do Caetité, desmembrando-se de Minas do Rio de Contas, por meio de decreto de 26 de fevereiro de 1810. A nova vila foi instalada em 5 de abril de 1810, data em que se comemora o aniversário de Caetité.

### Do século XIX aos dias atuais

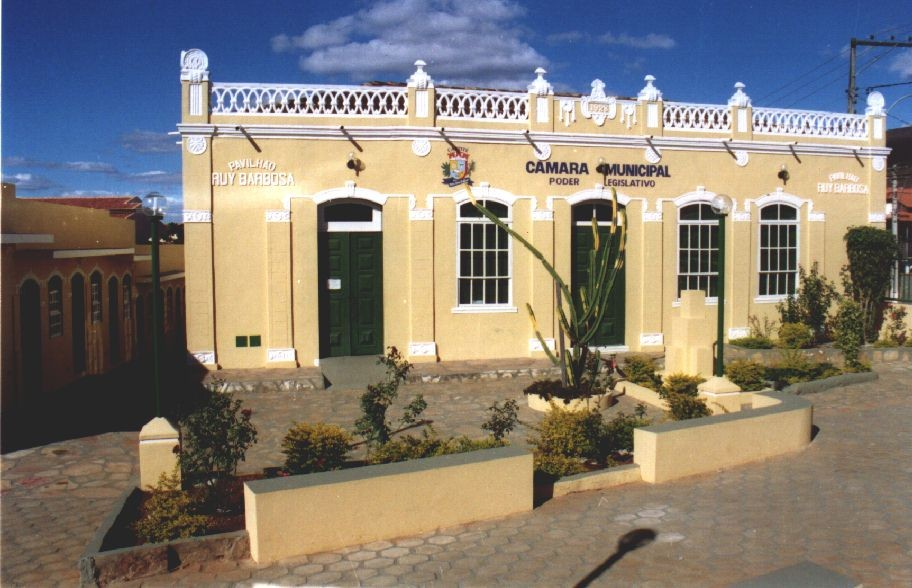
Câmara Municipal de Caetité, sede do poder legislativo

Em 1817, Caetité foi visitada pela expedição de Spix e Martius, guardando boa impressão nos naturalistas, que consignaram a presença de uma escola régia de latim.[carece de fontes?]
Morada do Major Silva Castro, herói da Independência da Bahia, teve uma filha, Pórcia, raptada por Leolino Pinheiro de Azevedo, num drama que inspirou, no século seguinte, o romance Sinhazinha, do acadêmico Afrânio Peixoto. Avô do poeta Castro Alves, a presença de Silva Castro foi um dos motivos pelos quais a cidade ainda hoje comemora o 2 de julho, data máxima do estado da Bahia.
A vila participou indiretamente das lutas pela Independência da Bahia, apoiando o Governo Provisório instalado na Vila de Cachoeira. Encerradas as lutas contra as tropas portuguesas no Recôncavo Baiano, em Caetité teve lugar o episódio dos mata-marotos, lutas entre brasileiros e portugueses, que se seguiram em 1823.[carece de fontes?]
Em 12 de outubro de 1867, por meio da Lei Provincial nº 995, a Vila Nova do Príncipe e Santana do Caetité foi elevada à categoria de cidade, tendo seu topônimo simplificado para Caetité. De seu território, originaram-se 47 municípios.
No final do século XIX, Caetité foi visitada por Teodoro Sampaio, deixando o grande engenheiro a seguinte máxima: "Caetité assemelha-se ao viajante qual uma Corte do sertão".
Cresceu em importância no cenário nacional, com os tribunos Aristides Spínola (ex-governador de Goiás e mais jovem parlamentar no Império) e Cezar Zama, grande polemista e maior adversário, na tribuna, de Rui Barbosa — ambos abolicionistas e republicanos.
Em 1892, o caetiteense Rodrigues Lima, genro do Barão de Caetité, foi o primeiro governador eleito da Bahia e Caetité assistiu pela primeira vez à ação efetiva do poder público estadual, com a modernização da instalações públicas (dentre outras ações, a construção de açudes, Cemitério Municipal, Mercado e a Primeira Escola Normal do alto sertão).
No começo do século XX, Caetité assistiu à instalação da Missão Presbiteriana Brasil-Central, com a morada na cidade do pastor Henry John McCall, e fundação da Escola Americana. Isso veio a incrementar a sua condição de polo educacional sertanejo, ampliado ainda mais com a instalação do colégio jesuíta São Luiz Gonzaga.
A política local, nesta época, era bipartite entre os Rodrigues Lima, na pessoa do coronel Cazuzinha, e o coronel Deocleciano Pires Teixeira (pai de Anísio Teixeira). Apesar das grandes dificuldades, foi a primeira cidade do interior baiano a ter uma rede de energia elétrica - verdadeira epopeia vivida pelo alemão Otto Koehne. Também a rede de água, a construção do Teatro Centenário e outras, são fruto da índole pioneira de seu povo, progressos até então ausentes em praticamente todas as cidades do país — ressaltando-se figuras como Durval Públio de Castro, na efetivação dessas melhorias.
No cenário político-cultural, a cidade é berço de figuras como Nestor Duarte, a pintora Lucília Fraga, os escritores Marcelino Neves, João Gumes, Nicodema Alves e, mais recentemente, Vandilson Junqueira, Erivaldo Fagundes Neves e outros. João Gumes foi, pessoalmente, o responsável por instalar em Caetité o primeiro jornal do alto sertão: o periódico "A Pena", que hoje constitui-se no principal acervo do Arquivo Público Municipal de Caetité.[carece de fontes?]

### Municípios emancipados direta e indiretamente de Caetité

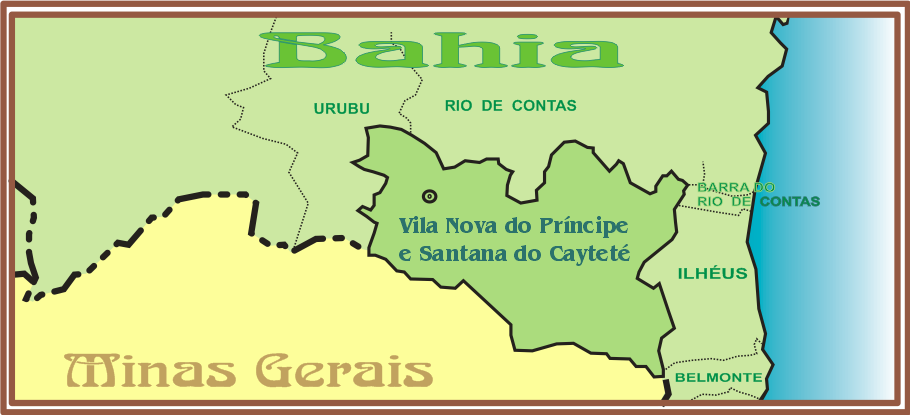
Mapa da Vila Nova do Príncipe e Santana de Cayteté - 1810

Anagé (Conquista, 1962); Aracatu (Brumado, 1962); Barra do Choça (Conquista, 1962); Belo Campo (Conquista, 1962); Boa Nova (Conquista, 1880); Bom Jesus da Serra (Poções,1989); Brumado (1877); Caatiba (Conquista, 1961); Caculé (1919); Caetanos (Poções,1989); Candiba (Guanambi, 1962); Cândido Sales (Conquista, 1962); Caraíbas (Tremedal, 1989); Condeúba (1889); Cordeiros (Condeúba, 1961); Dário Meira; Encruzilhada (Macarani, 1952); Guajeru (Condeúba, 1985); Guanambi (seu território originalmente pertencia à Vila Nova de Caetité, depois passou a Palmas de Monte Alto quando esta desmembrou-se de Macaúbas em 1840, por sua vez oriunda de Urubu em 1832); Ibiassucê (Caculé, 1962); Ibicuí (Poções, 1952); Igaporã (1953/58); Iguaí (Poções, 1952); Itagibá; Itambé (Conquista, 1927); Itapetinga (Itambé, 1952); Jacaraci (1880); Lagoa Real (1989); Licínio de Almeida (Jacaraci/Urandi, 1962); Macarani (Conquista, 1921); Maetinga (Presidente Jânio Quadros, 1985); Maiquinique (Macarani, 1961); Malhada de Pedras (Brumado, 1962); Manoel Vitorino (Boa Nova, 1962); Mirante (Boa Nova, 1962); Mortugaba (Jacaraci, 1943?); Nova Canaã (Poções, 1961); Pindaí (Urandi, 1962); Piripá (Condeúba, 1962); Planalto (Poções, 1962); Poções (Conquista, 1880/1923); Presidente Jânio Quadros (1961); Ribeirão do Largo (Encruzilhada, 1989); Rio do Antônio (Caculé, 1962); Tremedal (Condeúba, 1953); Urandi (1889) e Vitória da Conquista (então Conquista, 1840).

## Geografia
Além da sede, possui quatro distritos com as seguintes distâncias desta: Brejinho das Ametistas, a 24 km; Caldeiras, a 60 km; Maniaçu, a 28 km e Pajeú do Vento, a 26 km. Além disso, alguns povoados de maior importância se destacam, como Anguá, Campinas, Juazeiro, Santa Luzia e Umbuzeiro.[carece de fontes?]
O município apresenta características de cerrado e caatinga, estando aqueles presentes nas partes altas. Em meio ao cerrado, denominado localmente de "gerais", surgem ilhas de mata com características de floresta tropical, chamadas de "capões".[carece de fontes?] Os principais problemas ecológicos apresentados são o desmatamento indiscriminado, para a produção de carvão (destinado ao consumo das grandes siderúrgicas de Minas Gerais), bem como para atender ao polo ceramista local.[carece de fontes?] Em Caetité, foram identificadas diversas espécies vegetais, algumas delas únicas (caso da palmeira "coco-de-vassoura"), estudadas boa parte delas pelo New York Botanical Garden, na década de 1980.

### Clima

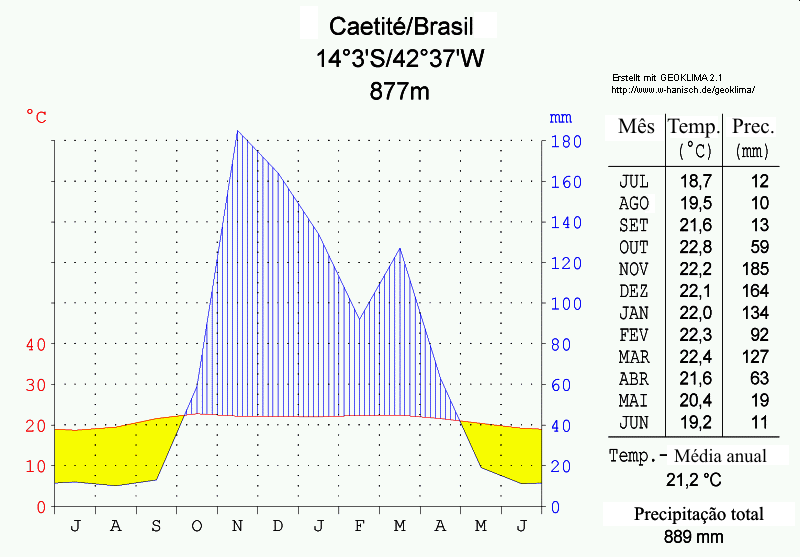
Diagrama climático de Caetité

Com altitude de 825 metros, possui clima ameno, apesar de situado no semiárido. Os períodos de maior insolação são entre maio e setembro (200 horas), quando o município se encontra na estação seca, e sua temperatura média compensada anual é de 22,1 °C (média máxima de 27,6 °C e mínima de 17,5 °C).[carece de fontes?]
Segundo dados da estação convencional do Instituto Nacional de Meteorologia (INMET) no município, entre 1961 e 2019 a menor temperatura registrada em Caetité foi de 6,1 °C em 21 de julho de 1966, e a maior atingiu 36,7 °C em 1° de novembro de 2012. O maior acumulado de precipitação em 24 horas foi de 111,5 milímetros (mm) em 18 de dezembro de 2007. Outros grandes acumulados iguais ou superiores a 100 mm foram: 105,5 mm em 9 de março de 1988, 101,2 mm em 3 de janeiro de 2004 e 101 mm em 11 de outubro de 1995.
| Dados climatológicos para Caetité | Dados climatológicos para Caetité | Dados climatológicos para Caetité | Dados climatológicos para Caetité | Dados climatológicos para Caetité | Dados climatológicos para Caetité | Dados climatológicos para Caetité | Dados climatológicos para Caetité | Dados climatológicos para Caetité | Dados climatológicos para Caetité | Dados climatológicos para Caetité | Dados climatológicos para Caetité | Dados climatológicos para Caetité | Dados climatológicos para Caetité |
| Mês | Jan                               | Fev                               | Mar                               | Abr                               | Mai                               | Jun                               | Jul                               | Ago                               | Set                               | Out                               | Nov                               | Dez                               | Ano                               |
| --- | --------------------------------- | --------------------------------- | --------------------------------- | --------------------------------- | --------------------------------- | --------------------------------- | --------------------------------- | --------------------------------- | --------------------------------- | --------------------------------- | --------------------------------- | --------------------------------- | --------------------------------- |
| Temperatura máxima recorde (°C) | 36,1                              | 34,6                              | 34,8                              | 34,1                              | 36,3                              | 31,7                              | 31,8                              | 34,3                              | 35,4                              | 36,1                              | 36,7                              | 35,2                              | 36,7                              |
| Temperatura máxima média (°C) | 28,2                              | 29,2                              | 28,1                              | 27,6                              | 26,9                              | 25,2                              | 25,1                              | 26,3                              | 28,3                              | 29,4                              | 28,4                              | 27,9                              | 27,6                              |
| Temperatura média compensada (°C) | 22,9                              | 23,5                              | 22,9                              | 22,5                              | 21,5                              | 19,9                              | 19,6                              | 20,4                              | 22,3                              | 23,5                              | 23,1                              | 22,9                              | 22,1                              |
| Temperatura mínima média (°C) | 18,7                              | 19                                | 19                                | 18,5                              | 17,2                              | 15,7                              | 15                                | 15,3                              | 16,6                              | 18                                | 18,6                              | 18,8                              | 17,5                              |
| Temperatura mínima recorde (°C) | 13,2                              | 11,9                              | 13,1                              | 8,4                               | 7,7                               | 6,8                               | 6,1                               | 8,4                               | 9,8                               | 10,5                              | 13                                | 11,1                              | 6,1                               |
| Precipitação (mm) | 98,4                              | 69                                | 120,5                             | 45,8                              | 12,5                              | 10,1                              | 10,4                              | 4,9                               | 17,6                              | 61,9                              | 153,6                             | 164,6                             | 769,5                             |
| Dias com precipitação (≥ 1 mm) | 7                                 | 6                                 | 9                                 | 5                                 | 3                                 | 3                                 | 3                                 | 2                                 | 2                                 | 4                                 | 10                                | 11                                | 65                                |
| Umidade relativa compensada (%) | 67,7                              | 64,2                              | 70,5                              | 69,5                              | 64,8                              | 64,3                              | 61,8                              | 54,9                              | 53,1                              | 54,4                              | 65,7                              | 70,6                              | 63,5                              |
| Insolação (h) | 230,3                             | 220                               | 207,5                             | 206                               | 219,8                             | 214,8                             | 233,3                             | 260,7                             | 251,9                             | 239,2                             | 187,5                             | 188,1                             | 2 659,1                           |
| Fonte: Instituto Nacional de Meteorologia (INMET) (normal climatológica de 1981–2010; recordes de temperatura mínima: 01/01/1961 a 31/07/2019; recordes de temperatura máxima: 01/01/1961 a 08/02/2015) |                                   |                                   |                                   |                                   |                                   |                                   |                                   |                                   |                                   |                                   |                                   |                                   |                                   |

### Demografia
A população residente do município de Caetité - BA chegou a 54.572 habitantes, conforme a estimativa do IBGE de 2024. Com a densidade demográfica de 19,62 habitantes por quilômetro quadrado, representando um aumento em comparação com o Censo de 2010. No Ranking de população dos municípios, Caetité está na 41º colocação no estado; na 166º colocação na região Nordeste e na 627º colocação no Brasil. 

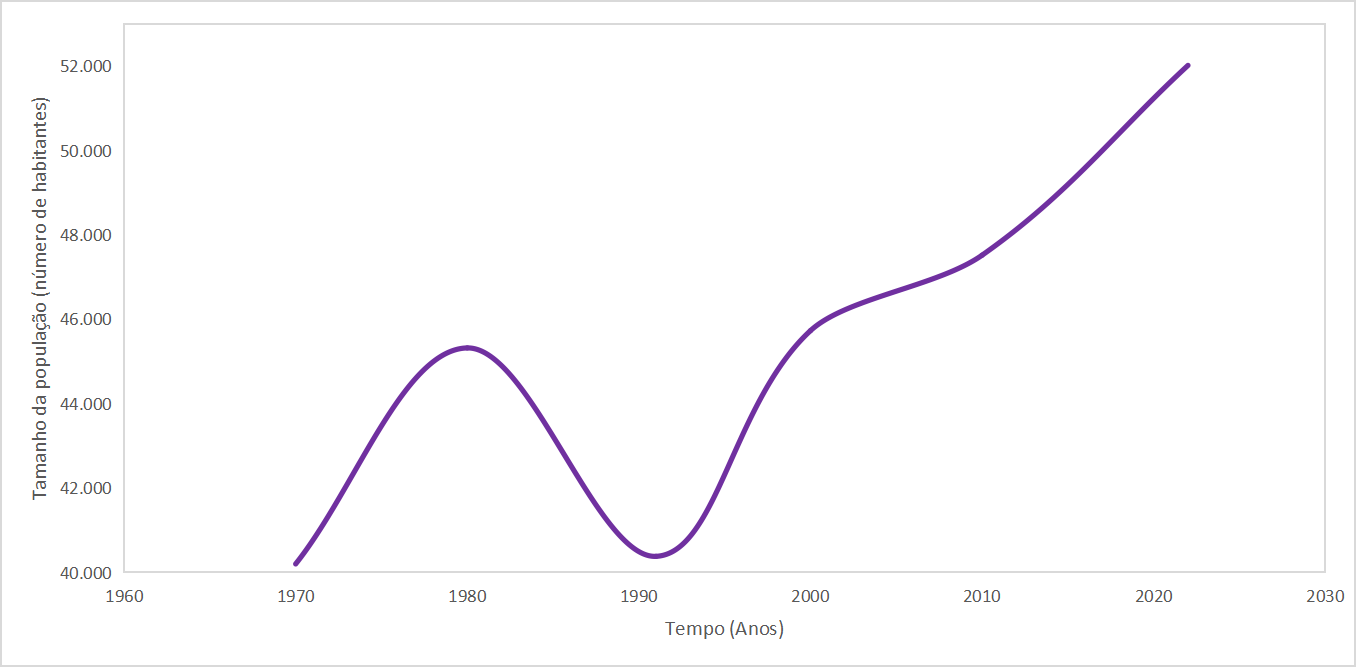
População Residente do Município Caetité de acordo com os censos do IBGE - Brasil

| Ano  | População | Taxa de crescimento(%) |
| ---- | --------- | ---------------------- |
| 1970 | 40.200    | 1,27                   |
| 1980 | 45.318    | -0,99                  |
| 1991 | 40.380    | 1,47                   |
| 2000 | 45.727    | 0,39                   |
| 2010 | 47.515    | 0,79                   |
| 2022 | 52.012    |                        |

## Economia

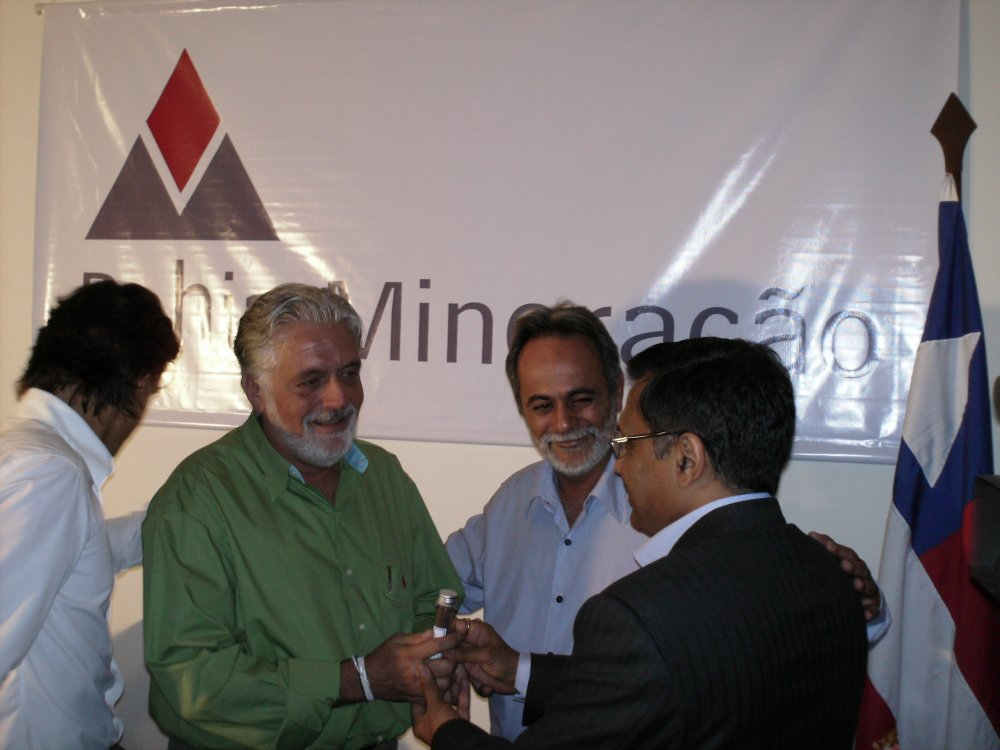
3 de março de 2007: o governador Jacques Wagner, o então prefeito Ricardo Ladeia e Pramod Agarwal assinaram acordo para exploração da jazida ferrífera de Caetité

Na pecuária, destaca-se com um rebanho bovino com mais de 32 000 cabeças. Na mineração, conta com ricas jazidas de urânio, ametista, manganês e ferro (esta descoberta no começo do século XXI). Na indústria, possui importantes manufaturas têxteis e é polo regional na cerâmica.[carece de fontes?]
A jazida ferrífera virá a ser explorada pela companhia mineradora indiana instalada em joint venture com o nome de Bahia Mineração Ltda. O depósito conta com de 4 a 6 bilhões de toneladas, e uma produção anual estimada em cerca de 12 000 000 de toneladas anuais — a terceira maior do Brasil.[carece de fontes?]
Em 3 de março de 2007, o governador Jacques Wagner, o representante da mineradora Pramod Agarwal e o Prefeito Municipal participaram, na cidade, da cerimônia que celebrou a parceria das entidades públicas e da mineradora, esta última com investimentos estimados em cerca de 1,5 bilhão de dólares estadunidenses. Em 2008, foi anunciada a venda de 50% da Bahia Mineração Ltda. para uma empresa cazaque, a Eurasian Natural Resources, por trezentos milhões de dólares estadunidenses. O empreendimento prevê, ainda, o escoamento da produção até o Porto de Ilhéus.

### Em Caetité, a única mina de urânio explorada da América Latina
Em Caetité, está localizada a única mina de urânio em produção no Brasil, uma unidade de mineração e beneficiamento de urânio que é explorada pela estatal Indústrias Nucleares do Brasil S.A., empresa vinculada ao Ministério da Ciência, Tecnologia e Inovação. Considerada como uma província uranífera, com reservas de 100.000 toneladas do minério (suficiente para abastecer todas as centrais nucleares do país - existentes e programadas - por toda sua vida útil), a mina de Caetité tem capacidade para a produção de 400 toneladas de concentrado de urânio/ano. No primeiro semestre de 2011, a energia nuclear foi a segunda fonte de geração de eletricidade no país.[carece de fontes?]
Constitui-se numa das 200 maiores minas do Brasil; localiza-se no lugar de nome "Cachoeira", distante mais de 40 km de Caetité, num total de 1700 hectares.
Implantada em 1997, a unidade de mineração de urânio funciona com autorização permanente de operação concedida pela Comissão Nacional de Energia Nuclear (CNEN) e com licença de operação emitida pelo Instituto Brasileiro do Meio Ambiente e dos Recursos Naturais Renováveis. As duas entidades fiscalizam as atividades de todo o setor nuclear.[carece de fontes?]
Desde o ano 2000 a mina caetiteense já produziu 3.370 toneladas do minério a céu aberto, obtendo em 2013 autorização da CNEN para efetuar a exploração subterrânea; localizada entre os municípios de Caetité e Lagoa Real, a mina possui 33 pontos de ocorrência do minério.
Em janeiro 2010 uma equipe de especialistas da Agência Internacional de Energia Atômica efetuou a primeira visita desta unidade internacional de monitoramento a uma mina, numa iniciativa que partiu da própria INB e que deverá servir de parâmetro para outras unidades produtoras no mundo (esta foi uma ação pioneira da Missão Uranium Production Site Appraisal Team - Upsat). Depois de analisar documentos e conhecer in loco o funcionamento da INB Caetité, divulgou a seguinte conclusão: "As atividades da mina de urânio das Indústrias Nucleares do Brasil, em Caetité (BA) atendem todos os requisitos de segurança e não provocam nenhum impacto significativo ao meio ambiente da região. A unidade de produção é bem projetada, bem mantida, segura e eficiente".

#### Contaminação
Embora a mina que explora o urânio na cidade fique a 40 quilômetros da sede, matérias da imprensa dão conta de que as Indústrias Nucleares do Brasil contaminaram o lençol freático do município. A empresa diz que realiza testes e que não houve alteração no teor do mineral na água, mas o município não dispões de meios para se defender ou informar a população. A situação tornou-se especialmente crítica com a estiagem de 2010.
Em operação há 10 anos na cidade, a Indústrias Nucleares do Brasil já foi acusada por outros vazamentos e por ser a responsável pela contaminação da água. Em 2009 o Greenpeace denunciava que a empresa omitia os vazamentos que provocava, e que a falta de transparência envolve também o órgão responsável pela sua fiscalização - o Comissão Nacional de Energia Nuclear.

### Parque eólico
Com a crise energética ocorrida no final do governo de Fernando Henrique Cardoso, o grupo Iberdrola iniciou um projeto para a instalação na cidade, em 2002, de um complexo gerador de energia eólica, orçado à época em 550 000 000 de reais. Entretanto, o governo federal, na época, através do Banco Nacional de Desenvolvimento Econômico e Social, não aprovou o financiamento deste parque eólico e o projeto foi abandonado. Este parque eólico seria composto por 130 geradores, com geração de duzentos megawatts de energia, e considerado estratégico para o desenvolvimento regional.
Em 2005, o Greenpeace, passando pela cidade, teve ocasião de registrar, junto a lideranças locais, a importância não apenas energética - mas sobretudo ecológica e econômica da instalação do parque.
Segundo pesquisa anemométrica realizada em todo o estado da Bahia, Caetité apresenta o maior potencial eólico em intensidade e frequência dos ventos, além da pouca amplitude de direções destes, em todo o estado, o que torna a cidade o local onde tal projeto tenha a maior viabilidade. A região é considerada a de melhor potencial eólico do mundo.
Em 2010, novamente foi prometida a instalação do parque, desta feita com sede na cidade e envolvendo outros doze municípios, sendo desta vez o financiamento aprovado pelo governo federal e o projeto realizado pela empresa renova energia, com sede em Caetité. Várias outras empresas também se instalaram na cidade buscando pesquisar o potencial eólico para futuros projetos.

## Organização Político-Administrativa
O Município de Caetité possui uma estrutura político-administrativa composta pelo Poder Executivo, chefiado por um Prefeito eleito por sufrágio universal, o qual é auxiliado diretamente por secretários municipais nomeados por ele, e pelo Poder Legislativo, institucionalizado pela Câmara Municipal de Caetité, órgão colegiado de representação dos munícipes que é composto por vereadores também eleitos por sufrágio universal.

### Atuais autoridades municipais de Caetité
- Prefeito: Valtécio Neves Aguiar - PDT (2021/2024)
- Vice-prefeito: Walmique da Trindade Silva - Solidariedade (2021/2024)
- Presidente da câmara: Rodrigo Gondim - PT (2023/2024)[48]

## Símbolos oficiais

### Hino
O Hino de Caetité é um dos símbolos oficiais da cidade, consoante o artigo catorze de sua Lei Orgânica. A letra é de autoria da professora Emiliana Nogueira Pita, que em sua letra ao falar de Caetité "revela um pouco da sua história de nobreza, glória, orgulho e pioneirismo".

#### Versão original
Com autoria de Marcelino José das Neves, escritor da cidade, e música de Hilarião Cerqueira, era cantado nas escolas e eventos cívicos desde fins do século XIX. Na sua letra procurava o autor ressaltar a condição de destaque sertanejo então ocupada pelo município: “Caetité do sertão és princesa / De cultura és cidade ideal / Nestas plagas de tanta beleza / Caetité está só sem rival /Salve, salve, Caetité”.

#### Versão atual
A letra incorporou os versos de poema escrito por Emiliana Nogueira Pita, composto ainda a 12 de agosto de 1962 e publicado em seu único livro, "Divagando", de 1987. Segundo Cecília Maria de Alencar Menezes, a leitura de versos como "Caetité! / Teu nome é nobre / Como é nobre tua gente!" ou "Tens uma linda história, / Um passado de glória / Que nos faz orgulhar / Teu valor proclamar!", levam às seguintes interpretações: "Vemos, assim, na letra da música, ressaltada a nobreza de Caetité e os seus feitos em um passado de glória e de liderança, do qual a população se orgulha e não cansa de repetir, como a se alimentar do passado", concluindo que retrata ainda que "...a maior riqueza de Caetité não estava em sua riqueza material, mas nos filhos ilustres e em uma sociedade elitizada.